# Santa Maria Maggiore, Piemonte
Santa Maria Maggiore är en ort och kommun i provinsen Verbano Cusio Ossola i regionen Piemonte i Italien. Kommunen hade 1 292 invånare (2018).